# En boca de tantos
En boca de tantos es el primer álbum de estudio del MC español Porta. En él colaboraron los raperos Aid, Isusko, Sbrv, Shinoflow, ZPU, Soma, Bazzel, Chus, Malafama Squad, Cloud, Nayck y Ehler Danloss. Cuenta con 20 temas, todos estos grabados, mezclados y masterizados en Lebuqe Estudios a finales de 2007.
Fue también colgado en YouTube y censurado en varios países (incluido España) debido a que era un contenido de Universal Music Group.
El álbum ganó el premio "Disco de oro" (más de 40.000 vendidos).
Y vendió aproximadamente 50.000 copias.

## Lista de canciones
| N.º     | Título                                          | Escritor(es)                           | Productor(es)  | Duración |  |
| 1.      | «Resurrección»                                  | Porta                                  | Soma           | 1:57     |  |
| 2.      | «En boca de tantos»                             | Porta                                  | Soma           | 5:15     |  |
| 3.      | «Suben al cielo» (Con Aid)                      | Porta / Aid                            | Ense           | 4:11     |  |
| 4.      | «Acción y reacción» (Con Isusko y Sbrv)         | Porta / Isusko / Sbrv                  | Sbrv           | 4:22     |  |
| 5.      | «Aprecia lo que tienes»                         | Porta                                  | Soma, Versus   | 5:12     |  |
| 6.      | «Todos en mi contra»                            | Porta                                  | Soma           | 3:20     |  |
| 7.      | «Una sociedad un tanto rara»                    | Porta                                  | N Prod         | 3:45     |  |
| 8.      | «Siento, luego existo» (Con Shinoflow)          | Porta / Shinoflow                      | Soma           | 3:57     |  |
| 9.      | «Sobre el famoso tema»                          | Porta                                  | Soma           | 3:38     |  |
| 10.     | «Ganarse el respeto» (Con ZPU y Soma)           | Porta / ZPU / Soma                     | Tejota         | 3:31     |  |
| 11.     | «Falsa esperanza»                               | Porta                                  | Soma           | 5:40     |  |
| 12.     | «Está de más» (Con Rubi)                        | Porta / Rubi                           | Soma, Despotah | 3:13     |  |
| 13.     | «Directo tras directo» (Con Bazzel y Chus)      | Porta / Bazzel / Chus                  | Standard       | 5:00     |  |
| 14.     | «Sin ti»                                        | Porta                                  | Soma           | 2:13     |  |
| 15.     | «No hay final feliz»                            | Porta                                  | Soma, Ser      | 2:49     |  |
| 16.     | «Tengo» (Con Ehler Danloss)                     | Porta / Ehler Danloss                  | Ciclo          | 3:24     |  |
| 17.     | «Demuestra» (Con Malafama Squad, Cloud y Nayck) | Porta / Malafama Squad / Cloud / Nayck | Soma           | 5:40     |  |
| 18.     | «El fin del mundo»                              | Porta                                  | Soma, Ser      | 3:20     |  |
| 19.     | «Inmortal»                                      | Porta                                  | Soma           | 1:25     |  |
| 20.     | «Dragon Ball rap»                               | Porta                                  | Soma           | 2:00     |  |
| 1:10:32 |                                                 |                                        |                |          |  |

## Certificaciones
| País   | Organismo certificador |
| ------ | ---------------------- |
| España | Disco de Oro           |

- Datos: Q5831910